# Carigrajski arheološki muzej
Carigrajski arheološki muzej (turško İstanbul Arkeoloji Müzeleri) so skupina treh arheoloških muzejev v carigrajski mestni četrti Eminönü v bližini parka Gülhane in palače Topkapı.
Arheološke muzeje sestavljajo:
- Arheološki muzej v glavni stavbi
- Muzej starodavnega Orienta
- Muzej islamske umetnosti (Çinili Köşk - v Kiosku s ploščicami)

Muzeji posedujejo več kot milijon predmetov iz skoraj vseh obdobij in civilizacij v svetovni zgodovini. 

## Ozadje
Prvi procesi modernizacije Osmanskega cesarstva so se začeli v 19. stoletju, ko so se turški državniki z izobraževanjem in potovanji navzeli zahodnih idej. Predlog za ustanovitev cesarskega muzeja se je porodil, ko so ključni osmanski politiki obiskali pariški Louvre. Na sultana Abdulaziza (vladal 1861-1876) so naredili močan vtis arheološki muzeji v Parizu (30. junij–10. julij 1867), Londonu (12.–23. julij 1867) in na Dunaju (28.–30. julij 1867), zato je ukazal ustanovitev in gradnjo podobnega muzeja v Carigradu. Ministrstvo za šolstvo je celo imenovalo njegovega direktorja, zaradi omejitev državnega proračuna pa je ideja usahnila.
Leta 1872 so za novega direktorja muzeja imenovali ministra za šolstvo Ahmeda Vefika Paša in najeli nemškega zgodovinarja, arheologa, epigrafista in slikarja Phillipa Antona Dethierja. Dethier se je izkazal kot uspešen zbiralec gradiv, ki so spodbudila gradnjo muzeja. 
Po Dethierjevi smrti leta 1881 je bil še isto leto na njegovo mesto imenovan slikar in arheolog Osman Hamdi Bey.

## Zgodovina
Zaradi prostorske stiske so muzej in njegovo zbirko med letoma 1875 in 1891 prenesli v Kiosk s ploščicami (turško Çinili Köşk). Leta 1472 ga je dal zgraditi kot palačo za užitke sultan Mehmed II. Je najstarejša neverska osmanska stavba v Carigradu in ohranja viden perzijski vpliv v svojem slogu in arhitekturi. Paviljon je bil del zunanjih vrtov palače Topkapı. Od leta 1875 do 1891 je bil v njem Imperailni muzej, potem pa so njegove zbirke preselili v novo glavno zgradbo  muzeja. Prvič je bil odprt javnosti leta 1953 kot Muzej Fatih, muzej turške in islamske umetnosti, za predstavitev turške in islamske umetnosti, kasneje pa je bil vključen v Carigrajski arheološki muzej.
Prvi kustos in ustanovitelj muzeja, imenovan leta 1881, je bil Osman Hamdi Bej, slikar, arheolog in sin Ibrahima Edhema Paše, osmanskega velikega vezirja. Uspešen umetnik je leta 2019 svojo sliko Dekle, ki bere Koran, prodal za 6,3 milijona britanskih funtov, s čimer je postala najdražja turška slika tistega časa.
Skozi 19. stoletje je obstoječi pomen, ki so ga evropske države pripisovale zgodovinskim artefaktom, postopoma začelo razumeti tudi Osmansko cesarstvo. Pri tem se je pojavilo vprašanje vzpostavitve načina urejanja teh kulturnih dobrin. Do takrat so za 'zgodovinske artefakte' v Osmanskem cesarstvu veljala skupna načela fikha (islamskega prava). Odsotnost posebnih predpisov za ohranjanje zgodovinskih artefaktov je dejansko ustvarila pravno praznino v zvezi z vidiki, kot je opredelitev zgodovinskih artefaktov, skupaj s tem, kje in kako bodo ohranjeni.
To se je spremenilo leta 1869, ko je bil sprejet prvi sklop zakonov, ki so začrtali ureditev starin. Sodobni konservatorski strokovnjaki to imenujejo prvi 'zakon o zaščiti', ki ga je izdala osmanska država in se osredotoča na dovoljenja za izvajanje izkopavanj in s tem povezano upravljanje artefaktov. Po tem zakonu je lahko lastnik zemljišča, na katerem so bila izkopana, zahteval posest odkritih najdb. Medtem ko je bilo nezakonito odnašati takšne relikvije v tujino, jih je bilo mogoče kupiti in prodati znotraj domačih meja, država pa je imela glavno pravico do njihovega nakupa. S tem cesarskim odlokom za zaščito kulturnih dobrin, ki se zdaj izvaja, bodo guvernerji provinc po celotnem Osmanskem cesarstvu poslali najdene artefakte v glavno mesto, s čimer se bo zbirka še povečala.
S kasnejšimi večjimi najdbami, ki so bile odkrite kmalu zatem (npr. izkopavanje nekropole kralja Sidona v današnjem Libanonu), je kmalu postalo jasno, da je potrebna namensko zgrajena stavba, ki je dovolj velika za namestitev vse večje muzejske zbirke.
Glavno stavbo je začel graditi Hamdi Bej leta 1881, uradna otvoritev pa je bila 13. junija 1891. Arhitekt je bil Alexander Vallaury (ki je zasnoval tudi hotel Pera Palace v Carigradu). Pročelje stavbe je navdihnil Aleksandrov sarkofag in Sarkofag žalujočih žensk, ki sta v muzeju. Napis v osmanski turščini na stebrih vrat ob vhodu v muzej pravi »Asar-ı Atika Müzesi« (Muzej starin). Tughra na napisu pripada sultanu Abdulhamidu II. Stavba je po mnenju mnogih izjemen primer arhitekture neoklasicističnega sloga v Carigradu. Ob svoji 100-letnici leta 1991 je muzej prejel muzejsko nagrado Evropskega sveta, zlasti za prenove spodnjih nadstropnih dvoran v glavni stavbi in nove razstave v drugih stavbah.
Muzej starodavnega Orienta je leta 1883 naročil Osman Hamdi Bej kot šolo za likovno umetnost. Nato so ga preuredili v muzej, ki so ga odprli leta 1935. Zbirke se nanašajo na anatolsko (zgodnja bronasta doba, obdobje asirskih kolonij, hetitsko, neohetitsko, urartsko, aramejsko), mezopotamsko, egipčansko, sirsko, iransko, palestinsko in starodavno arabsko. Egipčanska zbirka ima okoli 1200 predmetov vseh vrst artefaktov egipčanske umetnosti. Večina jih je prišla iz izkopavanj Dra Abu al Nagar blizu Karnaka, ki jih je leta 1891 izkopal Gautier. Drugi so darila Hıdivov iz Egipta in osmanskih častnikov. Mezopotamski artefakti so 10 000 kosov, ki so bili pridobljeni iz izkopanin Asur, Nipur, Lagaš, Girsu, Uruk, Şurupak, Sipar, Ninive. Palestinski predmeti so iz izkopanin Tell Gezer, Tell Zakarijah, Tell el-Hesi, Tell Taannek, Tell Sandahanna, Megiddo in Jeriho v osmanskih časih. Nekaj vaz iz Suse je bilo kupljenih od francoskih raziskovalcev.

## Zbirka
Med najslavnejše predmete antične umetnosti v muzeju spada bogato okrašen sarkofag, za katerega velja, da je bil narejen za Aleksandra Velikega.
Muzej hrani veliko zbirko turških, helenističnih in rimskih artefaktov, zbranih na nekoč ogromnem ozemlju Osmanskega cesarstva. Med najvidnejše razstavljene predmete spadajo:
- Aleksandrov sarkofag, najden na nekropoli v Sidonu
- sarkofag Žalujoče gospe z nekropole v Sidonu, ki je dejansko sarkofag sidonskega kralja Stratona I.
- sarkofag feničanskega kralja Tabnita in Satrapov sarkofag
- likijski sarkofag iz Sidona
- podobe iz glaziranih ploščic z Ištarinih vrat  v Babilonu
- kipi od antike do konca rimskega obdobje iz Afrodizije, Efeza in Mileta
- kip efeba
- deli kipov iz Zevsovega templja v Pergamonu
- kip leva iz Mavzolovega mavzoleja, eden od samo nekaj predmetov, ki so ostali v Turčiji
- glava kače s Kačjega stebra, postavljenega na konstantinopelskem hipodromu
- boginja-mati Kibela in votivna stela
- doprsni kip Aleksandra Velikega in Zevsa
- fragmenti iz Ateninega templja v Asosu
- trojanska razstava
- 800.000 osmanskih novcev, pečatov, odlikovanj in medalj
- ena tablica z najstarejšo znano zbirko zakonov, zakoni kralja Ur-Nammuja
- dve od treh ploščic egipčansko-hetitskega mirovnega sporazuma, sklenjenega leta 1258 pr. n. št. podpisan med Ramzesom II. iz Egipta in Hatušilijem III. iz Hetitskega cesarstva. Je najstarejša znana mirovna pogodba na svetu in ogromen plakat teh tablic.
- mejnik iz Sabe (stela) asirskega kralja Adad-nirarija III.
- 75.000 starodavnih sumerskih klinopisnih tablic, vključno s tablico Istanbul #2461 s prvo znano ljubezensko pesnitvijo
- artefakti starodavnih anatolskih, mezopotamskih, arabskih in egipčanskih civilizacij
- Siloamski napis; hebrejski napis, najden v predoru Siloam, ki prinaša vodo iz izvira Gihon v bazen Siloam, ki je v Davidovem mestu v soseski Šiloah ali Silvan v vzhodnem Jeruzalemu.
- Gezerski koledar; majhna apnenčasta plošča z zgodnjim kanaanskim napisom
- Balavatska vrata; trije nizi okrašenih bronastih trakov, ki so krasili glavna vrata več stavb v Balavatu (starodavni Imgur-Enlil)
- samarske črepinje; 102 črepinji, najdeni leta 1910 pri izkopavanjih v Sebastii, Nablus (starodavna Samarija)

## Galerija
- Aleksandrov sarkofag z nekropole v Sidonu
- Egipčansko-hetitski mirovni sporazum
- Likijski sarkofag z nekropole v Sidonu
- Pediment in stebri templja
- Starogrška razstava
- Relief Device Marije
- Kip rimskega cesarja Valentinijana II.
- Kip Aleksandra Velikega
- Puzur Ištar, guverner Marija, Sirija
- Glazirana opeka iz Ištarinih vrat
- Porfirni sarkofagi bizantinskih cesarjev
- Tabnitov sarkofag iz diorita z nekropole v Sidonu

## Sklic
1. ↑  »Ministry of Culture and Tourism - Museum Statistics«. kultur.gov.tr. 1. januar 2012. Pridobljeno 5. decembra 2012.
2. ↑  "ARTS-CULTURE - Istanbul Archaeology Museum turning 120". Hürriyet Daily News, 26. junij  2011. Pridobljeno 20. februarja 2012.
3. 1 2 3  "Sultan Abdülaziz - Avrupa Seyahati/Tarih/milliyet blog". blog.milliyet.com.tr. Pridobljeno 28. februarja 2018.
4. ↑  »Osman Hamdi Bey painting surprises exam takers«. Hürriyet Daily News (v angleščini). Pridobljeno 21. marca 2022.
5. ↑  »The Protection of Historical Artifacts in Ottoman Empire: The Permanent Council for the Protection of Ancient Artifacts« (PDF).
6. ↑  »The Changing Policies on the Protection and Management of Archaeological Sites in Turkey: an Overview«. intarch.ac.uk (v angleščini). Pridobljeno 21. marca 2022.
7. ↑  »Istanbul Archaeology Museum«. The New York Times. 18. marec 2009. Arhivirano iz prvotnega spletišča dne 24. maja 2012. Pridobljeno 20. februarja 2012.